# Jankowice (powiat rybnicki)
Jankowice (do końca 2006 Jankowice Rybnickie) (niem. Königlich Jankowitz) – wieś w Polsce położona na Górnym Śląsku, w województwie śląskim, w powiecie rybnickim, w gminie Świerklany.

## Położenie
Wieś sąsiaduje ze Świerklanami Górnymi oraz z rybnickimi dzielnicami: Radziejów, Chwałowice i Boguszowice. Miejscowość leży na obszarze Płaskowyżu Rybnickiego, będącego częścią Wyżyny Śląskiej. Znaczne różnice wysokości w ukształtowaniu terenu miejscowości (244 – 291,7 m n.p.m.) zyskały jej miano „Jankowickiej Szwajcarii”. Przez miejscowość przepływają Potok Chwałowicki oraz Potok Radziejowski, który jest dopływem Nacyny. Pod wpływem prac eksploracyjnych w kopalniach KWK Jankowice i KWK Chwałowice na terenie miejscowości w zapadliskach powstał szereg zbiorników wodnych. Na południe od wsi, na granicy ze Świerklanami, znajduje się Las Królewiok. Drugi mniejszy las, przecięty drogą, zwany Waldwiza, znajduje się w kierunku Popielowa.

## Części wsi

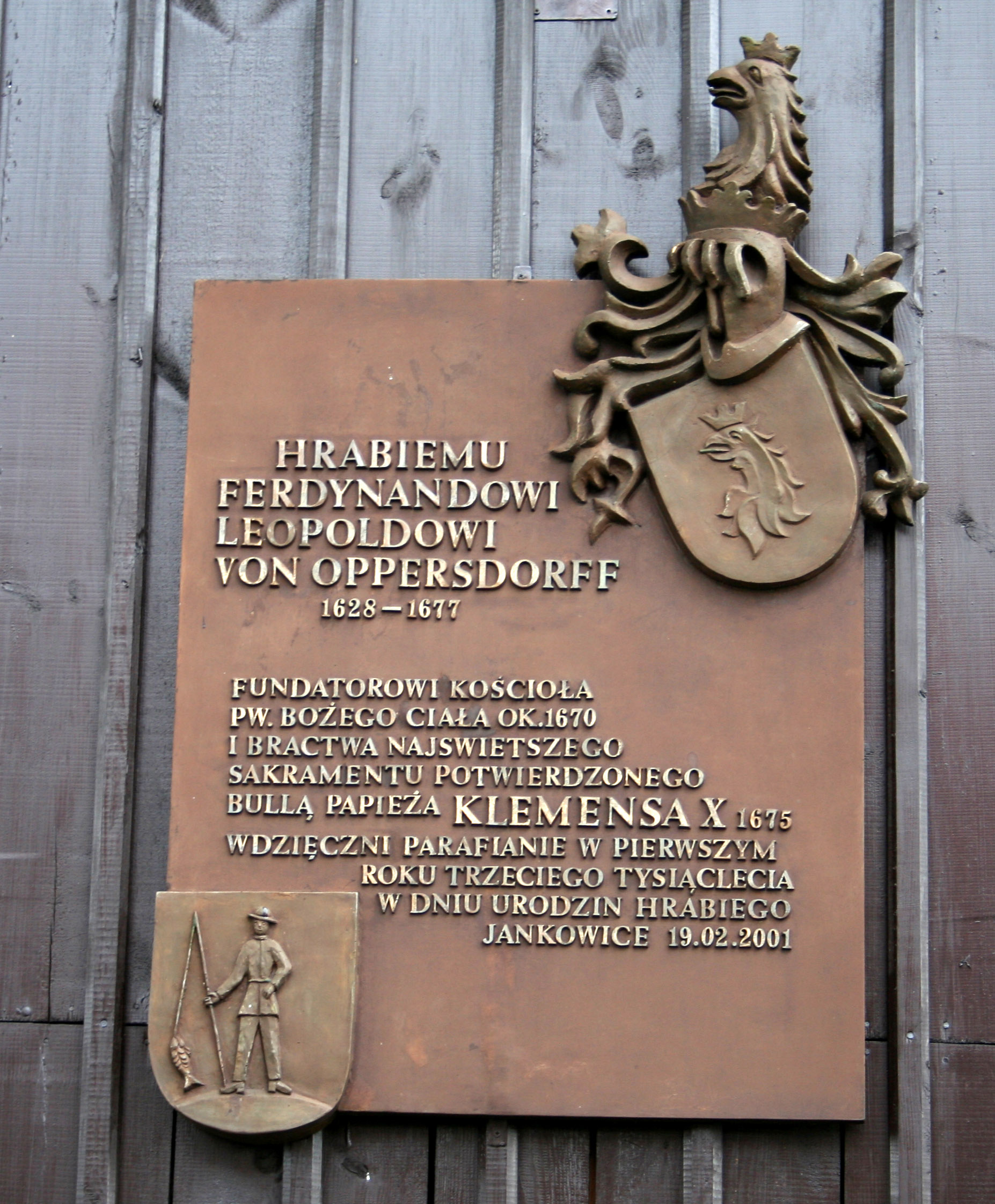
Tablica pamiątkowa przy Sanktuarium Bożego Ciała

| SIMC    | Nazwa        | Rodzaj    |
| ------- | ------------ | --------- |
| 0222278 | Michałkowice | część wsi |
| 0222284 | Moczydła     | część wsi |
| 0222290 | Podkościele  | część wsi |
| 0222309 | Podlesie     | część wsi |

## Nazwa
Miejscowość ma metrykę średniowieczną. Nazwa notowana od XIII wieku: 1258 Janikowicz, 1264 Janikowiz, 1300 Janikowitz, 1614 Jankowicze, 1652 Jankowitz, 1679 Jankowice, 1845 Jankowice, Jankowitz (kongl.), 1882 Janikowice, Janikowice królewskie, niem Koeniglich Janikowitz, 1920 Janikowice Rybnickie, Konigl. Jnikowitz. Nazwa jest patronimiczna i pochodzi od nazwy osobowej Janik wczesnego wariantu imion Janek lub Jonek z dodaniem sufiksu -owice.
W alfabetycznym spisie miejscowości na terenie Śląska wydanym w 1830 roku we Wrocławiu przez Johanna Knie miejscowość występuje pod obecnie używaną polską nazwą Jankowice oraz zgermanizowaną Jankowitz Do 2006 miejscowość nazywała się Jankowice Rybnickie, a wcześniej Jankowice Królewskie. Ta druga nazwa stosowana była początkowo alternatywnie stając się w XIX wieku urzędową nazwą miejscowości po zakupie w 1788 dóbr rybnickich przez Fryderyka Wilhelma II.

## Historia
Miejscowe podanie głosi, że Jankowice i Michałkowice, dziś włączone w obręb Jankowic, zostały założone przez rycerzy Bolesława Chrobrego: Janka i Michała. Mieli oni, zgodnie z wcześniejszą umową, orząc od świtu do zmierzchu zakreślić obszar swoich dóbr. W ten sposób Janko utworzył Jankowice, a Michał – Michałkowice.
Pierwsza wzmianka o miejscowości pochodzi z 25 maja 1223 r. z dokumentu wydanego przez biskupa wrocławskiego Wawrzyńca (Laurentiusa) na prośbę księcia opolsko-raciborskiego Kazimierza I. Dotyczy dziesięciny, jaka miała być płacona przez Jankowice i sąsiednie wioski klasztorowi Norbetanek w Rybniku.
Miejscowość założona została na prawie polskim. Potwierdza to zapis w księdze łacińskiej Liber fundationis episcopatus Vratislaviensis (pol. Księga uposażeń biskupstwa wrocławskiego) spisanej za czasów biskupa Henryka z Wierzbna w latach 1295–1305 miejscowość wymieniona jest w szeregu wsi w pobliżu Rybnika, Żor i Wodzisławia w zlatynizowanej formie Jancovitz we fragmencie Jancovitz similiter solvitur decima more polonico.
W roku 1670 w miejscowości wzniesiony został przez hrabiego Ferdynanda Leopolda Oppersdorfa kościół. 25 stycznia 1897 Jankowice stały się parafią.
W czasie plebiscytu górnośląskiego 748 osób głosowało za Polską, a 109 za Niemcami. Podczas powstań śląskich 3 maja 1921 roku miejscowość została zajęta przez powstańców. W późniejszych latach na obszarze miejscowości działał Związek Powstańców Śląskich.
Na podstawie dekretu PKWN z 31 sierpnia 1944 zostały utworzone miejsca odosobnienia, więzienia i ośrodki pracy przymusowej dla „hitlerowskich zbrodniarzy oraz zdrajców narodu polskiego”. Ministerstwo Bezpieczeństwa Publicznego utworzyło w Jankowicach obóz pracy nr 44 podlegający Centralnemu Zarządowi Przemysłu Węglowego, który działał przy KWK Jankowice.
W latach 1945–54 należała i była siedzibą gminy Jankowice Rybnickie, po reformie należała i była siedzibą gromady Jankowice Rybnickie, od 1973 r. w gminie Świerklany.  Od 30 grudnia 1999 do 2019 roku Jankowice Rybnickie były siedzibą gminy Świerklany (aktualnie siedzibą gminy są z powrotem Świerklany Górne).
W latach 1975–1998 miejscowość administracyjnie należała do województwa katowickiego.

## Zabytki
Według Narodowego Instytutu Dziedzictwa, w miejscowości znajduje się jeden obiekt zabytkowy:
- Sanktuarium Bożego Ciała – drewniany kościół z sobotami. Położony jest na Szlaku Architektury Drewnianej województwa śląskiego.

Poza nim, wartość historyczną, choć nie wpisaną do rejestru zabytków, przedstawia także:
- Studzienka z kaplicą, wybudowana na miejscu, w którym według legendy w 1430 roku zabity został przez husytów miejscowy ksiądz Walenty.

## Obiekty przyrodnicze
W Jankowicach znajdują się dwa pomniki przyrody – dęby szypułkowe: "Jan" przy ulicy Świerklańskiej 92 oraz "Michał" przy ulicy Akacjowej 4.

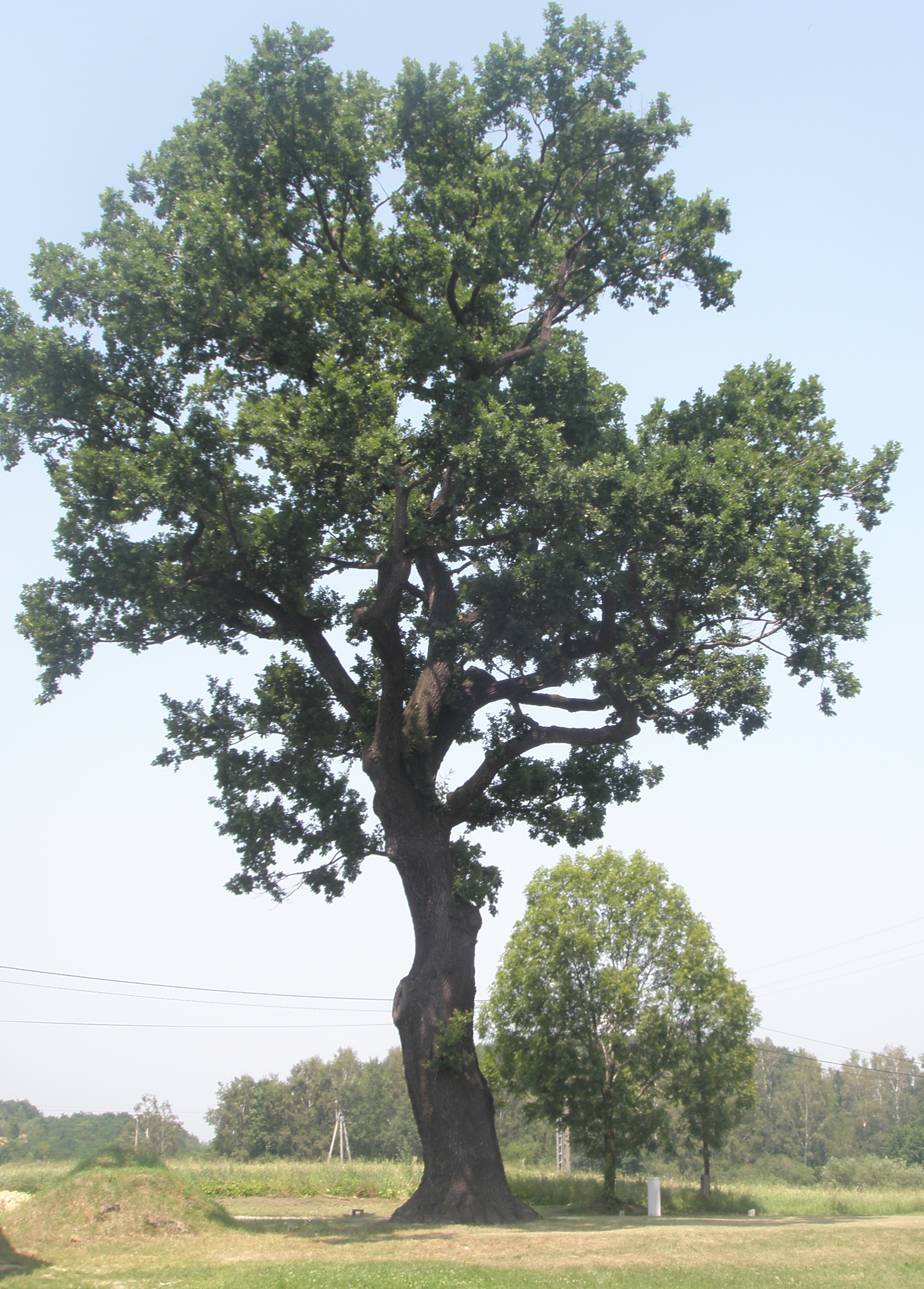
Dąb Michał - pomnik przyrody

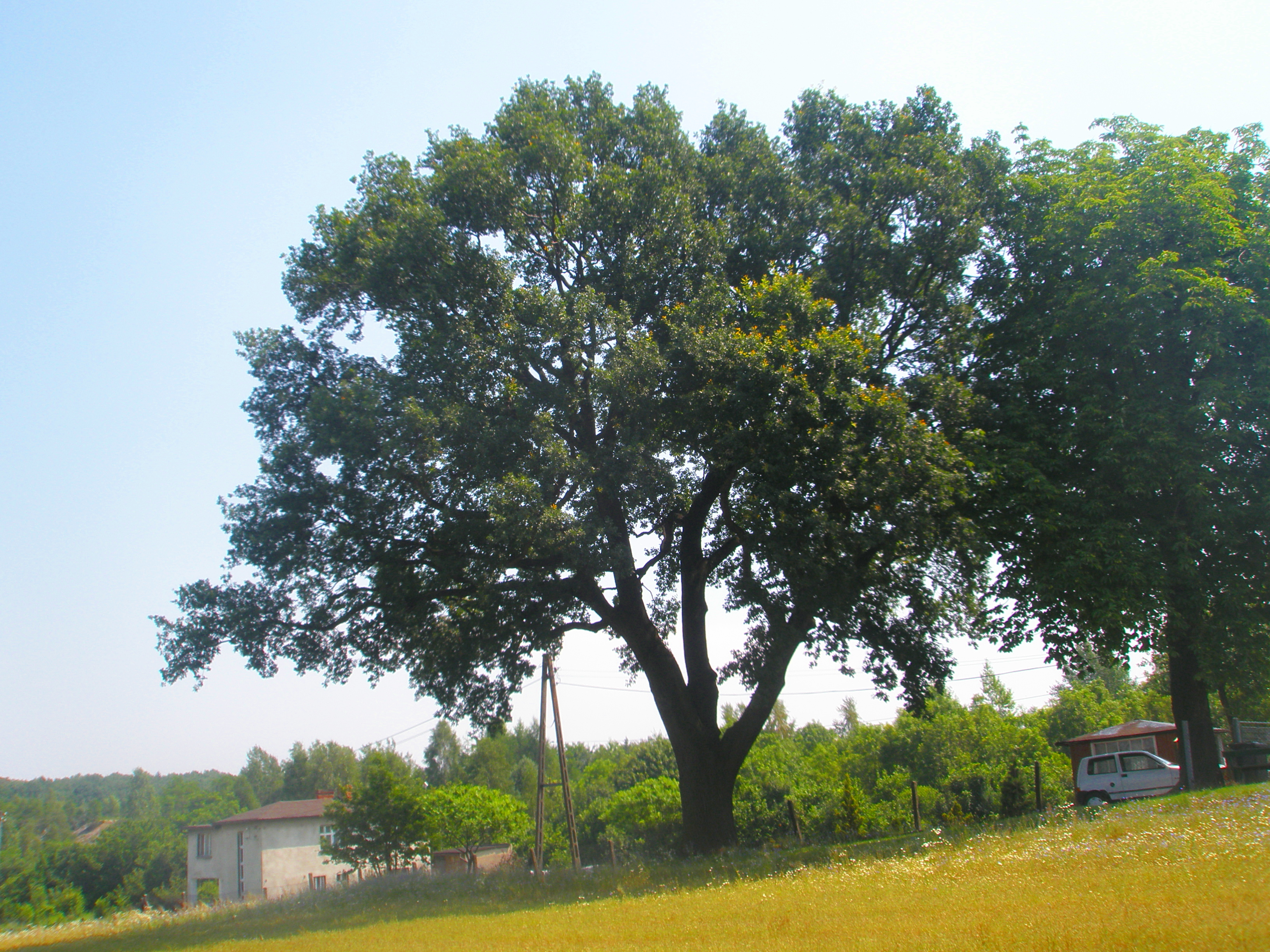
Dąb Jan - pomnik przyrody

## Turystyka
Przez miejscowość przebiegają następujące trasy rowerowe:
- zielona trasa rowerowa nr 13 – Ustroń – Jastrzębie-Zdrój – Rybnik
- żółta trasa rowerowa nr 323 – Jankowice Rybnickie – Radlin – Pszów
- niebieska trasa rowerowa nr 292 – Jankowice Rybnickie – Boguszowice Stare

## Kompleks szkolny w Jankowicach
W 2003 roku w Jankowicach Rybnickich został wybudowany kompleks szkolny, w którego skład wchodzi przedszkole oraz szkoła podstawowa. Szkoła podstawowa uczestniczy w programie Socrates Comenius.